# Politische Parteien in Irland
Es gibt eine Reihe von aktiven politischen Parteien in der Republik Irland. Koalitionsregierungen sind üblich. Ungewöhnlich ist, dass die irische Politik nicht in ein Rechts-links-Schema passt, da die beiden größten Parteien Fianna Fáil und Fine Gael sich selbst in erster Linie nicht als Mitte-links- bzw. Mitte-rechts-Parteien bezeichnen. Beide Parteien bildeten sich nach einer Spaltung der politischen Landschaft zur Zeit des Anglo-Irischen Vertrags und des folgenden Irischen Bürgerkriegs und stammen ursprünglich von der Partei Sinn Féin ab: Fine Gael von der Fraktion der Unterstützer des Vertrags und Fianna Fáil von der Fraktion der Vertragsgegner.
Historisch gesehen wird Fine Gael als Partei für Geschäftsleute und Farmer meist als Mitte-rechts-Partei charakterisiert, auch wenn diese Bezeichnung sehr oberflächlich ist. Zum Beispiel war in den 1960er Jahren die Partei ein Sinnbild der Sozialdemokratie und jegliche Regierungszeiten von Fine Gael gingen mit einer Labour-Party-Koalition einher. Auf der anderen Seite wird Fianna Fáil oft als Mitte-links-Partei bezeichnet, doch auch Fianna Fáil betreibt eine eher rechtsgerichtete Wirtschaftspolitik und ging bereits einige Male eine Koalition mit den eher rechts angesiedelten Progressive Democrats ein.
Als traditionelle Mitte-links-Partei kann die Labour Party angesehen werden, Irlands drittstärkste Partei. Die Labour Party war in der Vergangenheit bereits Koalitionspartner von sowohl Fianna Fáil als auch Fine Gael. Kleinere Linksparteien sind die moderne Sinn Féin-Partei, die Grünen, die Socialist Party und die Communist Party of Ireland. Der rechte Flügel wurde durch die Progressive Democrats vertreten. Die Progressive Democrats haben sich am 8. November 2008 aufgelöst. 
Neben den Parteimitgliedern sitzen im irischen Unterhaus (Dáil Éireann) auch unabhängige Parlamentarier, die eine große Rolle in der irischen Politik spielen können, da sie oft das Zünglein an der Waage für Minderheitsregierungen bzw. knappe Koalitionen sind.

## Aktuell im Unterhaus vertretene Parteien
| Partei | Partei                                                                 | Europapartei | Anmerkungen |
| ------ | ---------------------------------------------------------------------- | ------------ | --- |
|        | Sinn Féin                                                              | –            | Der Name Sinn Féin wurde seit 1905 für diverse politische Bewegungen in Irland gebraucht; jede behauptete von sich, von der ursprünglichen Sinn-Féin-Partei (gegründet von Arthur Griffith) abzustammen. Die größte der heutigen Sinn-Féin-Parteien ist eng mit der provisorischen IRA verbunden und die einzige Partei, die sowohl in der Republik Irland als auch in Nordirland über Sitze im Unterhaus verfügt. |
|        | Fianna Fáil                                                            | ALDE         | Gegründet 1926 von Éamon de Valera kam die Partei 1932 erstmals an die Macht und war bis zu den Wahlen 2011 die stärkste Partei im Unterhaus. |
|        | Fine Gael                                                              | EVP          | Gegründet 1933 durch den Zusammenschluss von Cumann na nGaedheal, der National Centre Party und den Blueshirts. Seit ihrer Gründung war die Partei die zweitstärkste Kraft, bis sie 2011 erstmals mehr Sitze als Fianna Fáil gewann. Sie bildete bis Ende Juni 2020 gemeinsam mit der Labour Party die irische Regierungskoalition unter Taoiseach Leo Varadkar; derartige Koalitionen gab es bereits früher. |
|        | Green Party (Comhaontas Glas)                                          | EGP          | Gegründet 1981 wuchsen die Grünen langsam von einer Randbewegung zu einer mittelgroßen Partei heran. Seit Juni 2007 bildeten sie zusammen mit Fianna Fáil und Progressive Democrats eine Regierungskoalition, die sie am 23. Januar 2011 für beendet erklärten. Bei den darauffolgenden Wahlen 2011 verlor die Partei alle Parlamentssitze, zog 2016 jedoch wieder in das Unterhaus ein. Die Green Party in Northern Ireland (GPNI) hat sich 2006 der irländischen Green Party angeschlossen, diese hat zwei Sitze in der Nordirland-Versammlung. |
|        | Labour Party (Páirtí an Lucht Oibre)                                   | SPE          | Gegründet 1912 durch James Connolly als politischer Flügel der Gewerkschaftsbewegung. Bis 1927 galt die Labour Party als Haupt-Opposition im Dáil. Seitdem stellte sie diverse Koalitionsregierungen mit Fianna Fáil und Fine Gael. Sie war der Koalitionspartner der Fine Gael. |
|        | Social Democrats (Daonlathaigh Shóisialta)                             | –            | – |
|        | Independent Ireland (Éire Neamhspleách)                                | EDP          | – |
|        | People Before Profit/Solidarity (Pobal Roimh Bhrabús/Dlúthphairtíocht) | –            | ist ein Parteienzusammenschluss zwischen Solidarity und People Before Profit (PBP) |
|        | 100% Redress (Cúiteamh 100%)                                           | –            | – |
|        | Aontú                                                                  | –            | – |

## Aktive Parteien ohne Sitz im Unterhaus
- Catholic Democrats; unregistriert
- Communist Party of Ireland (Páirtí Cumannach na hÉireann): Erstmals gegründet 1933, entstammt die aktuelle Partei aus den 1970er Jahren, als sich die Kommunistische Partei von Nordirland mit der Irish Workers Party zusammenschloss.
- Christian Solidarity Party (Comhar Críostaí); unregistriert
- Centre Party of Ireland
- Direct Democracy Ireland (DDI)
- Éirígí
- Fís Nua
- Human Dignity Alliance (Comhaontas Dhínit an Duine), vertreten im Oberhaus, ist Mitglied der Europapartei ECPM
- Identity Ireland (Aitheantas Éire)
- Independents 4 Change (I4C, Neamhspleáigh ar son an Athraithe)
- Independent Left; unregistriert
- Irish Democratic Party (IDP)
- Irish Freedom Party
- Irish Republican Socialist Party (Páirtí Poblachtach Sóisialach na hÉireann); unregistriert
- Irish Socialist Network (ISN); unregistriert
- Kerry Independent Alliance (Comhaontas Neamhspleách Chiarraí)
- National Party (An Páirtí Náisiúnta)
- Party for Animal Welfare
- Republican Sinn Féin (Sinn Féin Poblachtach)
- Saoradh; unregistriert
- Socialist Party (Páirtí Sóisialach): Trotzkistische Partei. Kandidierte 2016 als Anti-Austerity Alliance.
- Socialist Workers Network (bis 2018 Socialist Workers Party): Eine antikapitalistische Partei, die zum Aufstand der Arbeiterklasse aufruft.
- The Right To Change Party (RTOC oder Right To Change)
- United People
- Workers’ Party (Páirtí na nOibrithe)
- Workers and Unemployed Action (WUA; Grúpa Gníomhaíochta na n-Oibrithe is iad atá Dífhostaithe)

## Ehemalige politische Parteien
- Army Comrades Association (Cumann Chomrádaithe an Airm), die sog. „Blueshirts“
- Clann na Poblachta
- Clann na Talmhan
- Communist Party of Ireland (Marxist–Leninist)
- Cumann na nGaedheal
- Cumann Poblachta na hÉireann
- Democratic Left (Daonlathas Clé)
- Democratic Socialist Party (An Páirtí Sóisialach Daonlathach)
- Home Rule League (Léig an Rialtais Dúchais)
- Irish Parliamentary Party (Páirtí Parlaiminteach na hÉireann)
- National Centre Party (An Lár-Pháirtí Náisiúnta)
- National Labour Party (Páirtí Náisiúnta an Lucht Oibre)
- National League Party (An Léig Náisiúnta)
- Nationalist Party (Páirtí Náisiúnach)
- National Progressive Democrats (Daonlathaithe Forchéimnitheacha Náisiúnta)
- Progressive Democrats (An Páirtí Daonlathach)
- RISE
- Saor Éire
- Socialist Labour Party
- Socialist Party of Ireland (Cumann Sóisialachais na Éireann)

Europäische politische Parteien

Albanien |
Andorra |
Belarus |
 Belgien |
Bosnien und Herzegowina |
Bulgarien |
Dänemark (Färöer, Grönland) |
Deutschland |
Estland |
Finnland (Åland) |
Frankreich |
Griechenland |
Irland |
Island |
Italien |
Kosovo |
Kroatien |
Lettland |
Liechtenstein |
Litauen |
Luxemburg |
Malta |
Moldau |
Monaco |
Montenegro |
Niederlande |
Nordmazedonien |
Norwegen |
Österreich |
Polen |
Portugal |
Rumänien |
Russland |
San Marino |
Schweden |
Schweiz |
Serbien |
Slowakei |
Slowenien |
Spanien |
Tschechien |
Türkei |
Türkische Republik Nordzypern |
Ukraine |
Ungarn |
Vereinigtes Königreich (Gibraltar, Guernsey, Isle of Man, Jersey) |
Zypern

 Vatikan ohne Parteipolitik
Parteien nach:
Namen |
Staat •
Parteien in:
Afrika |
Amerika |
Asien |
Australien und Ozeanien |
Europa